# لي كونيل
لي كونيل (بالإنجليزية: Lee Connell)‏ (24 يونيو 1981 في المملكة المتحدة - ) هو لاعب كرة قدم بريطاني في مركز الدفاع. لعب مع نادي بوري ونادي رادكليف ‏ وRamsbottom United F.C. ‏ وليه جنيسيس ‏ وباك أب بورو ‏ وPrestwich Heys A.F.C. ‏.

## وصلات خارجية
- لي كونيل على موقع قاعدة بيانات كرة القدم.إي يو (الإنجليزية)
- لي كونيل على موقع Soccerbase.com (لاعب) (الإنجليزية)